# Idionella
Idionella Banks, 1893 è un genere di ragni appartenente alla famiglia Linyphiidae.

## Distribuzione
Le otto specie oggi attribuite a questo genere sono state rinvenute prevalentemente in America settentrionale: tutte le specie sono originarie di varie zone degli Stati Uniti; una sola, la I. sclerata è stata reperita anche in Messico.

## Tassonomia
Rimossa dalla sinonimia con Ceraticelus Simon, 1884, a seguito di un lavoro dell'aracnologoIvie del 1967.
A dicembre 2011, si compone di otto specie e una sottospecie:
- Idionella anomala (Gertsch & Ivie, 1936) — USA
- Idionella deserta (Gertsch & Ivie, 1936) — USA
- Idionella formosa (Banks, 1892)[4] — USA
  - Idionella formosa pista (Chamberlin, 1948) — USA
- Idionella nesiotes (Crosby, 1924) — USA
- Idionella rugosa (Crosby, 1905) — USA
- Idionella sclerata (Ivie & Barrows, 1935) — USA, Messico
- Idionella titivillitium (Crosby & Bishop, 1925) — USA
- Idionella tugana (Chamberlin, 1948) — USA

### Sinonimi
- Idionella confusa (Gertsch & Mulaik, 1936); questi esemplari trasferiti qui dal genere Grammonota Emerton, 1882, sono stati riconosciuti sinonimi di I. sclerata (Ivie & Barrows, 1935), a seguito di uno studio dell'aracnologo Dondale del 1959[1].
- Idionella guttata (Chamberlin & Ivie, 1939); questo esemplare, trasferito dal genere Ceraticelus Simon, 1884, è stato riconosciuto in sinonimima con I. anomala (Gertsch & Ivie, 1936), a seguito di un lavoro dell'aracnologo Ivie del 1967[1].